# Ochlerotatus quasirusticus
Ochlerotatus quasirusticus is een muggensoort uit de familie van de steekmuggen (Culicidae). De wetenschappelijke naam van de soort is voor het eerst geldig gepubliceerd in 1951 door Torres Cañamares.